# Flåsjön
El Flåsjön es el nombre que recibe un cuerpo de agua en el municipio de Strömsund en la provincia de Jämtland, en el país europeo de Suecia.
Posee unos 40 km de largo y 110 kilómetros cuadrados de superficie y está situado a una altitud de 267 metros. Es alimentado por el Fanan, que desemboca en su extremo occidental. La localidad de Havsnäs se encuentra en la orilla oeste, mientras que Lövberga se localiza en el extremo sur del lago.